# Colin Kirkham
Colin Kirkham (* 30. Oktober 1944 in Nottingham) ist ein ehemaliger britischer Marathonläufer.
1968 gewann er den East Riding & Yorkshire Marathon und wurde Achter bei der Englischen Marathonmeisterschaft. 1970 wurde jeweils Vierter beim Polytechnic Marathon und beim Maxol Marathon, bei dem er mit 2:18:59 h erstmals unter der 2:20-Stunden-Marke blieb. 1971 wurde er in 2:15:21 h Fünfter beim Maxol Marathon. Als drittbester Brite qualifizierte er sich für die Leichtathletik-Europameisterschaften in Helsinki, bei denen er in 2:16:22 h Vierter wurde. Im Jahr darauf wurde er mit seiner persönlichen Bestzeit von 2:15:17 h Vierter beim Maxol Marathon. Als drittbester Brite wurde er für die Olympischen Spiele 1972 in München nominiert, bei denen er auf dem 20. Platz in 2:21:55 h einlief. 1973 gewann er den Athener Frühlingsmarathon in 2:16:46 h und wurde bei der Englischen Marathonmeisterschaft Dritter in 2:15:25 h. Bei den British Commonwealth Games 1974 in Christchurch wurde er für England startend Achter in 2:16:07 h. 1975 folgte dritten Plätzen beim Amsterdam-Marathon und bei der Englischen Marathonmeisterschaft ein sechster Platz beim Košice-Marathon. 1977 wurde er jeweils Zweiter bei der Englischen Marathonmeisterschaft und beim Enschede-Marathon. 1979 gewann er den Sandbach-Marathon und wurde Dritter in Enschede. 1981 siegte er beim Harlow-Marathon und beim fünften Tiberias-Marathon, 1982 beim Bermuda-Marathon.